# Arend ten Oever
Arend ten Oever (Dwingeloo, 24 september 1943 – Hoogeveen, 18 juli 2012) was een Nederlands politicus van het CDA.
In 1974 werd hij gemeenteraadslid in Hoogeveen, in 1978 werd hij daar CDA-fractievoorzitter en vanaf 1986 was hij daar wethouder. In 1993 volgde zijn benoeming tot burgemeester van Nieuwleusen. Op 1 januari 2001 werd die gemeente opgeheven waarbij het grootste deel bij de gemeente Dalfsen werd gevoegd. Op die datum werd Ten Oever benoemd tot burgemeester van Ommen. Aan het eind van zijn 6-jarige termijn als burgemeester daar ging hij vervroegd met pensioen.
Als voorzitter van de streektaalorganisatie SONT heeft Ten Oever zich sterk gemaakt voor politieke erkenning van het Nedersaksisch, met name de erkenning van de taal onder deel III van het Europees Handvest voor regionale talen of talen van minderheden.
In juli 2012 is hij tijdens het wandelen onwel geworden en op 68-jarige leeftijd overleden.